# Chlopiwka
Chlopiwka (ukrainisch Хлопівка; russisch Хлоповка Chlopowka, polnisch Chłopówka) ist ein Dorf im Osten der ukrainischen Oblast Ternopil mit etwa 1100 Einwohnern (2004).

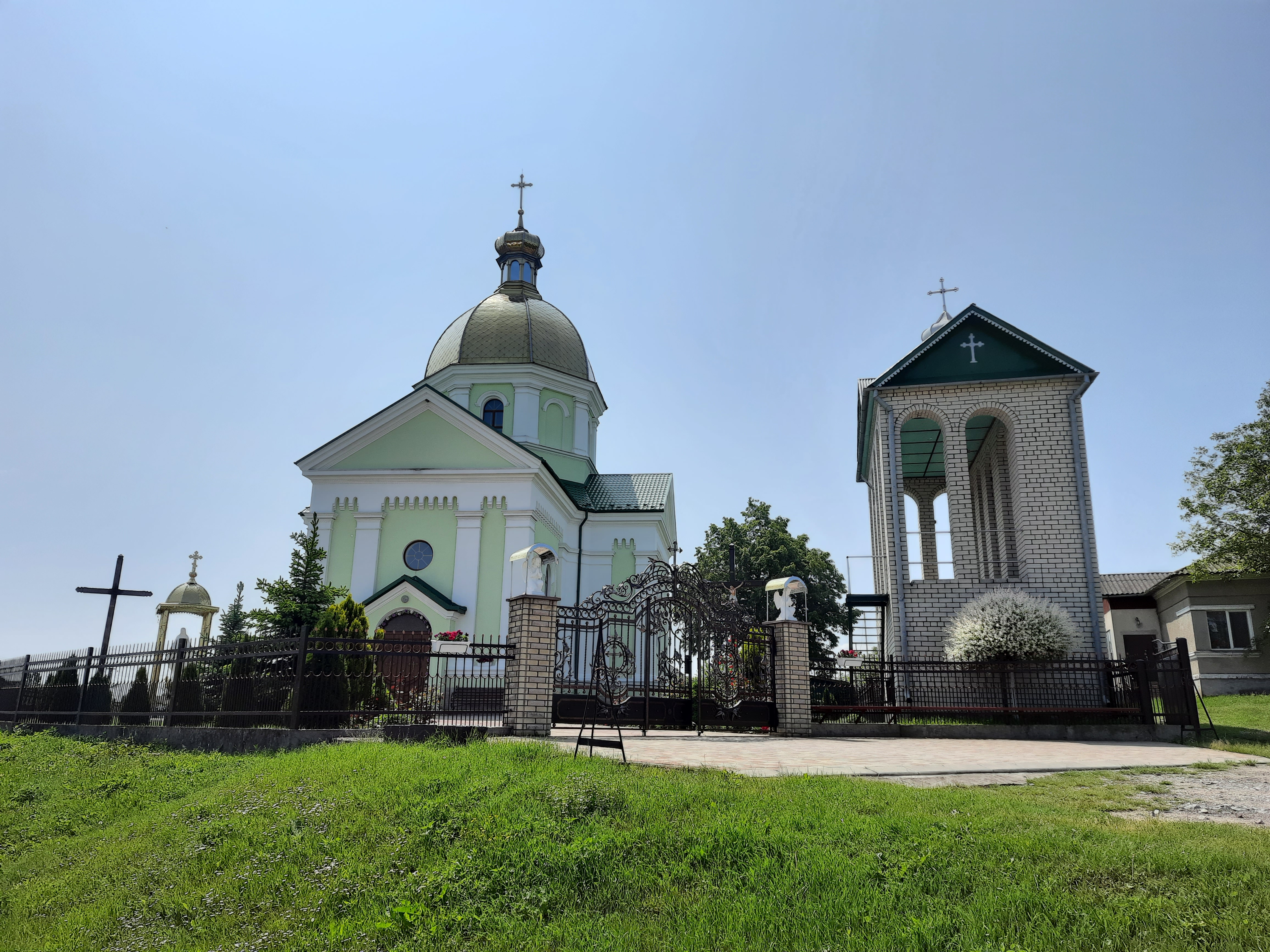
Kirche im Ort

Es liegt am Ufer der Tajna (Тайна), einem 46 km langen Nebenfluss der Hnyla. Das ehemalige Rajonzentrum Hussjatyn liegt 29 km südöstlich und das Oblasthauptstadt Ternopil etwa 60 km nordwestlich vom Dorf.
Am 12. August 2015 wurde das Dorf ein Teil der neugegründeten Stadtgemeinde Chorostkiw (Хоростківська міська громада Chorostkiwska miska hromada), vorher bildete sie die gleichnamige Landratsgemeinde Chlopiwka (Хлопівська сільська рада/Chlopiwska silska rada) im Zentrum des Rajons Hussjatyn.
Am 17. Juli 2020 wurde der Ort Teil des Rajons Tschortkiw.

## Persönlichkeiten
Im Dorf kam 1879 der ukrainische Politiker und Außenminister der Ukrainischen Volksrepublik Wolodymyr Temnyzkyj zur Welt.